# Château de Lambton
Le château de Lambton, qui se dresse au-dessus de Chester-le-Street, dans le comté de Durham, est une demeure seigneuriale, siège ancestral de la famille Lambton, les comtes de Durham. Il est un bâtiment classé, Grade II*.

## Histoire

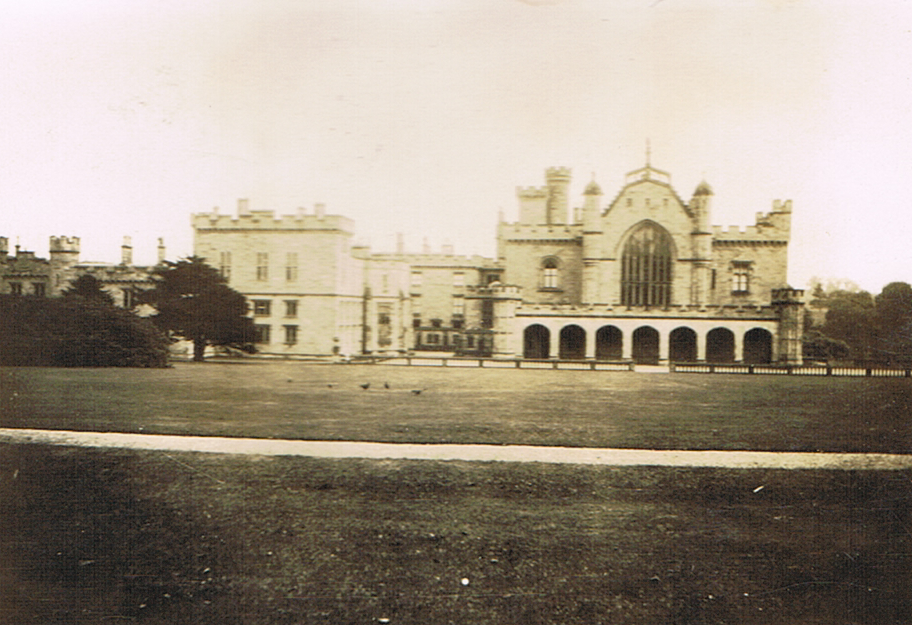
L'entrée du château de Lambton en 1929.

Construit en grande partie entre 1820 et 1828 par John George Lambton, premier comte de Durham et ancien gouverneur général du Canada, il est bâti autour de Harraton Hall, un manoir du XVIIe siècle. Le château est conçu par les architectes Joseph Bonomi l'Ancien et son fils Ignace et construit dans le style d'un château normand, comme c'est la mode de l'époque.
Les ajouts ultérieurs à la maison construite par Sydney Smirke en 1862-1865, dont la grande salle, sont en grande partie démolis en 1932. La structure avait souffert d'un affaissement. Dans les années 1930, la famille déménage à Biddick Hall situé au sein du domaine.
Le parc qui entoure le château est bordé par un haut mur. De 1972 à 1980, le terrain a accueilli une entreprise qui a fermé ses portes, Lambton Lion Park.
Plus tard, la famille vend Biddick Woods, permettant une liaison routière de l'A182 à l'A690 à Houghton-le-Spring et de nouvelles unités commerciales.
En 2012, le château est le théâtre du drama de BBC One, The Paradise.